# 제임스 불러드
제임스 B. 불러드(영어: James B. Bullard)는 미국의 경제학자이다. 2008년부터 세인트루이스 연방준비은행 제12대 총재에 재직하고 있다.
그는 미네소타주 포리스트레이크 토박이이다. 1984년 세인트 클라우드 주립 대학교에서 경제학 학사, 1990년 인디애나 대학교에서 박사 학위를 수여받았다.
불러드 총재는 영국 《이코노미스트》에서 평가한 2015년 미국에서 가장 영향력 있는 경제학자 순위에서 7위에 선정되었다. 그 밑으로는 로버트 실러 예일대 교수(8위), 앨런 그린스펀 전 연준총재 등이 선정되었다.